# Jennifer Lame
Jennifer Lame, född i Philadelphia, är en amerikansk filmklippare. 
Lame har arbetat med filmer som Manchester by the Sea (2016), Hereditary (2018), Tenet (2020) och Black Panther: Wakanda Forever (2022). Hon har även ett långvarigt samarbete med filmskaparen Noah Baumbach. Vid Oscarsgalan 2024 tilldelades hon en Oscar för bästa klippning för sitt arbete med Christopher Nolans film Oppenheimer.